# Groupe de travail inter-cabinet (IKW)
 (signalé en juin 2025).
Si vous disposez d'ouvrages ou d'articles de référence ou si vous connaissez des sites web de qualité traitant du thème abordé ici, merci de compléter l'article en donnant les références utiles à sa vérifiabilité et en les liant à la section « Notes et références ».
- Archive Wikiwix
- Bing
- Cairn
- DuckDuckGo
- E. Universalis
- Gallica
- Google
- G. Books
- G. News
- G. Scholar
- Persée
- Qwant
- (zh) Baidu
- (ru) Yandex
- (wd) trouver des œuvres sur Wikidata

Un groupe de travail inter-cabinet (plus connu sous le nom d'IKW, du Néerlandais interkabinettentwerkgroep) est un organe officieux de préparations des politiques publiques en Belgique. Cet organe existe aussi bien au niveau fédéral qu'au niveau des entités fédérées.
Les IKW consistent en une réunion des conseillers ministériels (plus communément appelés "cabinettards", soit les membres d'un cabinet ministériel) de divers ministères afin de discuter des différentes politiques publiques futures et d'atteindre un consensus. Ces consensus permettront la rédaction de projets de loi (ou de décret / ordonnance pour les entités fédérées) qui seront ensuite votés par le parlement (fédéral pour les projets de loi, de l'entité fédérée rattachée à la région ou communauté d'où provient le ministre qui dépose le projet).
Les IKW peuvent se tenir entre les cabinets des partis membres de la majorité parlementaire, d'une même famille politique ou d'un même parti politique. Il existe des IKW permanents (qui permettent des réunions entre des ministères précis, qui doivent souvent travailler ensemble), mais il y a également un nombre important d'IKW qui surviennent en fonction de l'actualité et des politiques que le/la/les ministre(s) veulent mettre en place. 
Les IKW permettent, étant donné leur confidentialité, de discuter de décisions qui pourraient être prises malgré le fait qu'elles ne figurent pas officiellement dans l'agenda ministériel. On parle alors de "note libre". Les IKW peuvent également se permettre de ne pas rendre de comptes sur les discussions qui s'y sont déroulées. Si compte rendu il y a, il ne sera parfois pas conservé longtemps, voire rapidement détruit. Malgré cela, ce cas ne concerne qu'une minorité des nombreux IKW qui se déroulent quotidiennement. 
Le système des IKW est parfois critiqué car il représenterait un réel pouvoir d'initiative législative, ce qui aurait tendance à appauvrir le débat parlementaire. Le résultat d'une IKW est tout au plus discuté avec les partis politiques de la majorité parlementaire (ou coalition gouvernementale), après quoi le débat avec l'opposition au sein du parlement lui-même n'a plus d'impact substantiel. En ce sens, les IKW sont un instrument de particratie.